# Franz Rosenzweig
Franz Rosenzweig (25 de desembre de 1886, Kassel - 10 de desembre de 1929, Frankfurt del Main) fou un filòsof i teòleg alemany, un dels més importants del segle xx. Influí en pensadors importants com Walter Benjamin i Emmanuel Lévinas, entre d'altres. Col·laborà amb Martin Buber en la traducció de la Torà de l'hebreu a l'alemany.
Nasqué al si d'una família jueva assimilada, heretera de l'emancipació i del judaisme liberal, que cercava integrar-se en el món modern burgès. Els seus pares eren Georg Rosenzweig i Adele Alsberg. Malgrat que no estaven disposats a abandonar la religió de llurs pares, les qüestions religioses no jugaven un paper important en les seves vides. Els Rosenzweig assistien només a les festes importants a la gran sinagoga de la comunitat liberal a Kassel i tenien compromisos amb les institucions d'ajuda comunitària jueves.
Només pel seu besoncle Abraham Rosenzweig, el jove Franz fou guiat en els modes de la vida tradicional jueva i en l'aprenentatge de l'hebreu.
Per demanda del seu pare estudià medecina a partir del 1905 a Göttingen, Friburg i Múnic. D'aquesta època guarda la seva estreta amistat amb el seu cosí Rudolf Ehrenberg i amb Victor von Weizsäcker. Després d'acabar els estudis el 1907 fixà el seu interès per la història de la ciència i la filosofia, estudis que realitzà a Berlín i a Friburg. El 1912 obtingué un doctorat amb una tesi sobre Hegel i l'Estat de Friburg.
La seva participació en la Primera Guerra Mundial confirmà les seves reserves respecte de la filosofia de Hegel, que justificava la mort dels individus en nom de causes superiors i el portà a trencar de manera definitiva amb l'idealisme. La seva opció pel judaisme fou poc temps abans, el 1913. Mentre pensava en convertir-se al cristianisme visità gairebé per casualitat una petita sinagoga a Berlín pel Yom Kippur. Tenia la intenció d'apropar-se a les tradicions dels seus avantpassats. En finalitzar el servei religiós estava convençut que desitjava dedicar la resta de la seva vida a l'estudi i a l'ensenyament del judaisme. Per això romangué a Berlín sota la influència del filòsof Hermann Cohen, exponent del judaisme liberal.